# گورناگان (سرباز)
گورناگان روستایی در دهستان بلوچی بخش نسکند شهرستان سرباز استان سیستان و بلوچستان ایران است.

## جمعیت
بر پایه سرشماری عمومی نفوس و مسکن در سال ۱۳۹۵ جمعیت این روستا 3157 میرسد 